# 日本女性技術者フォーラム
特定非営利活動法人日本女性技術者フォーラム（にほんぎじゅつしゃフォーラム、英: Japan Network of Women Engineers and Scientists）とは、東京都千代田区に本部を置く、日本の女性技術者による職能団体、ネットワーク団体である。略称はJWEF。

## 概要
各国で開催される国際女性技術者・科学者会議（ICWES）に対して、日本では日本女性科学者の会がカウンターパート団体となっていたが、女性技術者の相互支援の場がなかったため、有志が理数の大学を卒業した女性に声をかけ、1992年に設立された組織である。日本女性技術者科学者ネットワーク (JNWES) および国際女性技術者・科学者会議に加盟している。
主たる活動として学術研究および各種調査を女性技術者に対して行ったり、交流事業やシンポジウムの開催、提言活動を行っている。

### 主な活動・取り組み
- 女性技術者のための学術研究助成活動。
- 女性技術者を支援するためのシンポジウム、交流会等の実施。
- 顕彰活動（「JWEF女性技術者に贈る奨励賞」〈JWEF奨励賞〉）の実施。
- 女子学生への女性技術者のキャリアの紹介、支援活動。
- 男女参画社会を実現するための各種調査活動や提言や発信。
- 会社や業種を超えた技術者としての情報交換、交流の実施。

出典。